# Place Mohamed-Bouazizi
Place Mohamed-Bouazizi är en kort gata i Quartier du Parc-de-Montsouris i Paris 14:e arrondissement. Gatan, som börjar vid Avenue Reille och slutar vid Avenue de la Sibelle, är uppkallad efter den tunisiske gatuförsäljaren Mohammed Bouazizi (1984–2011), som brände sig själv den 17 december 2010 i protest mot konfiskeringen av hans varor och förnedringen som han utsattes för av polisen. Bouazizi avled av sina skador i januari 2011.

## Bilder
| - Place Mohamed-Bouazizi. - Gatuskylt. - Chapelle de l'Hôpital Sainte-Anne. |

## Omgivningar
- Chapelle Sainte-Jeanne-d'Arc
- Chapelle de l'Hôpital Sainte-Anne
- Parc Montsouris
- Place Eugène-Claudius-Petit
- Jardin Marie-Thérèse-Auffray
- Jardin de l'Aqueduc
- Jardin Michelet

## Kommunikationer
- Tunnelbana – linje  – Porte d'Orléans
- Busshållplats La Sibelle – Paris bussnät, linjerna Traverse Bièvres Montsouris

### Webbkällor
- ”Une place Mohamed-Bouazizi inaugurée à Paris”. France 24. 30 juni 2011. https://www.france24.com/fr/20110630-une-place-mohamed-bouazizi-inauguree-a-paris-ben-ali-delanoe. Läst 10 augusti 2022.
- ”Paris inaugure une place Mohamed-Bouazizi – Le maire de Paris a inauguré une place Mohamed-Bouazizi dans le 14e arrondissement de la capitale, en hommage à la révolution tunisienne”. Le Monde. 30 juni 2011. https://www.lemonde.fr/societe/article/2011/06/30/paris-inaugure-une-place-mohamed-bouazizi_1543192_3224.html. Läst 10 augusti 2022.